# Ferrari Amalfi
El Ferrari Amalfi es un automóvil gran turismo producido por el fabricante italiano Ferrari desde 2025. No es un modelo completamente nuevo, sino una evolución y rediseño profundo del Roma al que reemplaza como su sucesor directo. Fue presentado en la emblemática Costa Amalfitana, ya que toma esta nueva denominación en su honor. El concepto es el mismo: un cupé de cuatro plazas con dos pequeños asientos traseros en configuración 2+2.
Se fabrica en Maranello e incluye siete años de mantenimiento oficial sin costo adicional, incluyendo mantenimientos anuales o cada 20 000 km (12 400 millas) con refacciones originales y técnicos entrenados en la propia fábrica, a fin de garantizar que su fiabilidad se conserve igual con el paso del tiempo. Su nombre se debe a la comuna vacacional costera al sur de Italia, manteniendo así la tradición de denominar a la gama de entrada con nombres de algunos lugares del mundo, como Portofino o California. Llegaría al mercado a inicios de 2026, dejando que el Roma cumpla su ciclo de cinco años.

## Diseño

### Exterior
En principio solamente se ha presentado en carrocería cupé, aunque es muy probable que la versión spider también se ofrezca posteriormente. El exterior parece un objeto esculpido, sin adornos ni pliegues innecesarios, por lo que se han elegido superficies limpias y proporciones clásicas para rendir homenaje a modelos del pasado de motor delantero con distribución de peso 50-50. Se parece mucho al Purosangue, con una parte delantera afilada que integra unos pequeños faros y que se repite también en las calaveras, incluyendo cuatro pequeñas barras horizontales de luces led, la parte delantera tipo «nariz tiburón» (shark-nose) y los nuevos faros unidos por una banda negra. También presenta una nueva línea en forma de cuña que recorre el lateral llegando hasta los faros delanteros afilados que se integran. Mientras que el Roma tenía la parrilla clásica, en el Amalfi se prescinde de esta casi completamente colocándola más abajo, dando paso a un listón embellecedor oscuro que esconde los sensores y un diseño minimalista. La parte trasera destaca por una cadera ancha, un gran difusor aerodinámico más amplio y cuatro salidas de escape, además del portón de la cajuela completamente nueva ganando verticalidad, ya que la matrícula queda enmarcada en la defensa trasera a la altura de los escapes. La luneta trasera se funde con el perfil del spoiler.

### Interior
El interior mantiene un diseño general similar al del Roma, aunque hay cambios en la zona de la consola central, ya que la pantalla para la multimedia pasa a ser de orientación horizontal en lugar de vertical y crece en tamaño a 10,25 pulgadas (26,0 cm) y que, para evitar limitar la visibilidad del parabrisas, se ha colocado en la parte baja del tablero. El sistema de infoentretenimiento es compatible con Android Auto y Apple CarPlay inalámbricos  y el sistema MyFerrari Connect para monitoreo remoto. El panel de instrumentos es otra pantalla de 15,6 pulgadas (39,6 cm) que, aunque es digital, mantiene una estética analógica; mientras que frente al pasajero hay una tercera más pequeña de 8,8 pulgadas (22,4 cm). El nuevo sistema HMI permite controlar casi todo con accesos directos físicos, sin buscar menús escondidos. El volante también es nuevo con superficies táctiles que han sido reemplazadas con pulsadores mecánicos, regresando así a los botones físicos, debido a críticas por su poca ergonomía. Otro cambio es en el túnel central que es un bloque de aluminio suspendido donde está la palanca de cambios, el cual parece ser más ancho para conseguir más espacio entre los asientos delanteros con hasta una decena de cámaras de aire para la función de masaje con cinco programas y tres niveles de intensidad así como la ventilación. También cuenta con un compartimento para dejar la llave de contacto junto a la base de carga inalámbrica. El lujo es con forma de aluminio anodizado y cepillado con fibra de carbono sin controles flotantes, ya que todo está integrado en un tablero monolítico que envuelve a los pasajeros, incluyendo un auténtico botón de arranque rojo de titanio ubicado a la izquierda del piloto. Opcionalmente, se ofrece el sistema de sonido Burmester con 14 bocinas de 1200 W (1,6 CV).
Cuenta con sistemas de asistencia de manejo, como un programador de velocidad activo, control de crucero adaptativo, frenada automática de emergencia, alerta por cambio involuntario de carril, detector de vehículos en el ángulo muerto, reconocimiento de señales, alerta de tráfico cruzado, un conjunto de cámaras para generar una visión de 360 grados alrededor del vehículo y asistente para mantener la trayectoria. También dispone de un sistema que eleva 40 mm (1,57 pulgadas) el eje delantero hasta los 35 km/h (22 mph), a fin de evitar golpear la parte baja con algunos obstáculos.

## Mecánica y motorización
Mantiene la misma configuración de motor central-delantero, tracción trasera y transmisión de doble embrague bañados en aceite, la cual ha sido optimizada con una unidad de control de motor más potente y una mayor integración en el software del motor para lograr cambios de marcha más suaves y rápidos. El motor es el mismo del Roma al ser un V8 de cigüeñal plano de la familia F154. Para lograr 20 CV (14,7 kW) más que en del Roma, se han mejorado los turbocompresores, ya que pueden girar más rápido llegando a 171 000 rpm; y su centralita electrónica de control también es más rápida y precisa. Se ha reducido el peso del árbol de levas en 1,3 kg (2,9 libras) más ligero y el bloque del motor también pesa 1 kg (2,2 libra) menos debido a un mecanizado más preciso. Otros avances son los sensores específicos para cada turbo a fin de mejorar la gestión, así como sensores de presión en cada banco de cilindros mejorando la precisión en tiempo real, aunados a una unidad de control heredada de otros modelos de la gama. El cigüeñal y la transmisión también han sido aligerados. Con todo esto, el motor responde de una manera más inmediata al acelerador, sobre todo en marchas largas y especialmente en tercera y cuarta. Su peso total en seco es 2 kg (4,4 libras) menos que el Roma. Por primera vez en un motor del fabricante, se introduce un aceite de baja viscosidad, lo que reduce la resistencia en frío en un 30% en comparación con la versión anterior y mejora la eficiencia durante el calentamiento. También incorpora soluciones técnicas, como turbinas compactas de baja inercia, tecnología twin-scroll para una gestión eficiente de los gases de escape y múltiples de escape mono husillo con conductos de igual longitud, que contribuyen a una entrega de potencia y par más lineal y progresiva.
El sistema de frenos tiene tecnología brake-by-wire, ya que cuando se pisa el pedal del freno de forma física, la orden de frenar no se transmite por medios mecánicos, sino electrónicos. Este cambio ha obligado a reajustar el ABS con una versión llamada «Evo» derivada del 296 GTB. También se han coordinado los elementos de aerodinámica activa de la carrocería. Todos los sistemas que controlan la dinámica del vehículo forman parte del Side Slip Control (SSC) versión 6.1, una evolución de la 6.0 del Roma.
Tiene un alerón trasero móvil ajustable en tres posiciones igual que en el Roma, cuyas opciones son: Low Drag (LD), Medium Downforce (MD) y High Downforce (HD). Estas posiciones se modifican en función de parámetros como la velocidad, la aceleración lateral y el modo de manejo. En rectas, el alerón va en las posiciones LD o MD para disminuir la resistencia al avance y, si el coche detecta que va en un estilo ágil en curva, lo cambia a la posición HD. En esta última, la fuerza descendente que produce el aire al chocar con el alerón es de 110 kg (243 libras) a 250 km/h (155 mph), con un incremento mínimo de resistencia de menos del 4%. El sistema ABS Evo, el control de deslizamiento lateral y la dirección eléctrica con detección de agarre, trabajan juntos para un manejo un 10% más preciso.
| Materiales del motor                      | Bloque y cabezas de aluminio                                                                    |
| Distribución                              | DOHC 4 válvulas por cilindro (32 en total)                                                      |
| Alimentación                              | Inyección directa biturbo                                                                       |
| Sistema de lubricación                    | Cárter húmedo                                                                                   |
| Diámetro x carrera                        | 86,5 x 82 mm (3,41 x 3,23 pulgadas)                                                             |
| Potencia máxima                           | 640 CV (631 HP; 471 kW) @ 7500 rpm                                                              |
| Par máximo                                | 760 N·m (561 lb·pie) @ 3000-5750 rpm                                                            |
| Corte de inyección                        | 7600 rpm                                                                                        |
| Relación de compresión                    | 9.4:1                                                                                           |
| Potencia específica                       | 166 CV/litro                                                                                    |
| Aceleración de 0 a 200 km/h (0 a 124 mph) | 9.0 segundos                                                                                    |
| Frenada                                   | 100 a 0 km/h (62 a 0 mph) en 30,8 m (101 pies) 200 a 0 km/h (124 a 0 mph) en 119,5 m (392 pies) |
| Distribución de peso                      | 50% delantero y 50% trasero                                                                     |
| Relación peso a potencia                  | 2,3 kg/CV                                                                                       |
| Capacidad del tanque de combustible       | 80 litros (21,1 galAm)                                                                          |